# Leibstadt
Leibstadt (toponimo tedesco) è un comune svizzero di 1 278 abitanti del Canton Argovia, nel distretto di Zurzach.

## Storia
Il comune di Leibstadt è stato istituito nel 1866 con la fusione dei comuni soppressi di Oberleibstadt e Unterleibstadt.

## Monumenti e luoghi d'interesse

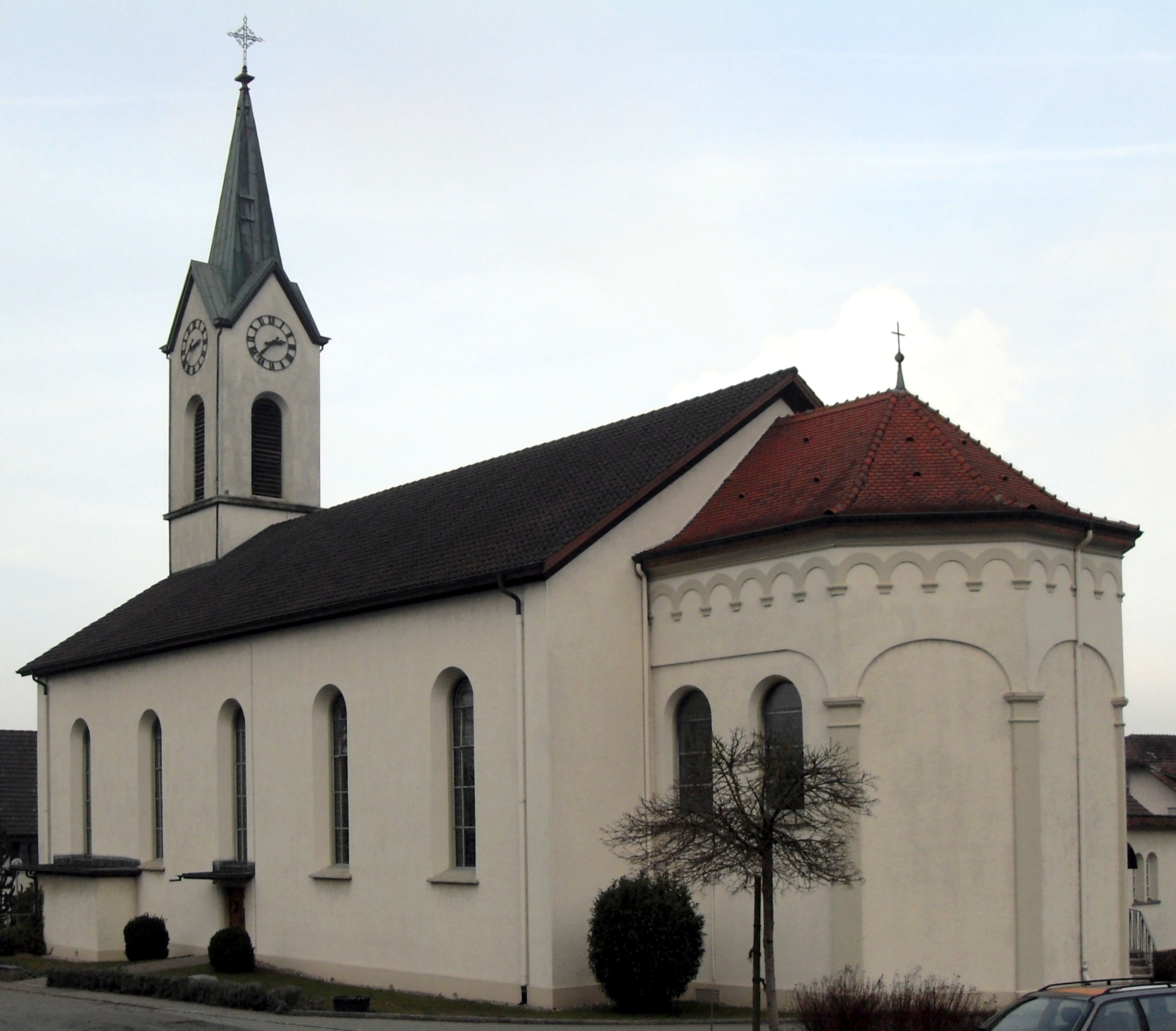
La chiesa cattolica di San Fridolino

- Chiesa cattolica di San Fridolino, ricostruita nel 1879-1880[1].

## Società

### Evoluzione demografica
L'evoluzione demografica è riportata nella seguente tabella:
Abitanti censiti

## Economia

La centrale nucleare di Leibstadt

Nel comune è situata la centrale nucleare di Leibstadt, la più grande centrale nucleare attiva della Svizzera.

## Infrastrutture e trasporti
Leibstadt è servito dall'omonima stazione sulla ferrovia Koblenz-Stein-Säckingen.